# Igazságügyi palota (Brassó)
A brassói Igazságügyi palota impozáns, eklektikus stílusú épület a Rezső körúton, a Kapu utcai kereszteződés előtti kis téren. 1902-ben adták át, mint a törvényszék székhelyét. Az idők során többféle szerepet betöltött, 1993-tól a megyei közigazgatás (prefektúra) használja, de továbbra is az Igazságügyi Minisztérium tulajdonában van, és ma is „igazságügyi palotaként” ismerik.

## Története
Az 1880-as években lebontott északkeleti várfalak helyén 1888-ban létrehozták a Rezső körutat, amely mentén a város új, monumentális középületeit, iskoláit húzták fel, többségüket klasszicista vagy a budapesti épületekre akkoriban jellemző eklektikus stílusban. Egy új törvényszéki épület létesítésének ötletét már 1885-ben felvetették, azonban csak 1900-ban folyamodott Georg von Weer, a királyi törvényszék helyi elnöke a város közösségéhez, hogy kiutaljanak egy közel 10 000 négyzetméteres telket az épület számára. A telket szimbolikus áron átengedték azzal a feltétellel, hogy börtön is fog épülni rajta, ugyanis a 18. századi Vár utcai fogház már kicsinek bizonyult.
A Magyar Királyi Igazságügyi Palotát (németül Kön. ung. Justizpalast), a mögötte emelt börtönt és a foglyoknak szánt műhelyeket 1902-ben adták át. A palota tervezője Kiss István volt, és a francia eklektika stílusában épült. Az első világháború alatt, 1916–1918 között az épület az Erich von Falkenhayn által vezetett 9. német hadsereg parancsnokságának székhelye volt. Falkenhayn szabadította fel a románok által elfoglalt Brassót az 1916. októberi csatában, és tiszteletére az épület előtti teret is Falkenhayn térnek nevezték.
Az épületek a román hatalomátvétel után is megtartották eredeti rendeltetésüket; a palotában volt a román törvényszék, járásbíróság, és fellebbviteli bíróság. 1936-ban a börtönben raboskodott a fiatal Nicolae Ceaușescu, akit kommunista agitációért ítéltek el.
A kommunista időszak változásokat hozott: 1951–1962 között a palota előtt óriási Sztálin-szobor állt, a börtönben diákbentlakást rendeztek be, a palota pedig 1964-ben a Román Kommunista Párt megyei székhelye lett (a törvényszék a Kút utcába, a magyar csendőrség egykori épületébe költözött). Itt demonstrált a lázadó tömeg az 1987-es felkelés alkalmával, majd az épületbe behatolva megrongálták a berendezést és megsemmisítették a pártzászlókat, propagandanyomtatványokat, és Ceaușescu képét. Hasonlóképpen a téren gyülekeztek az 1989-es forradalom alatt.
1993-tól a megyei tanács, a prefektúra és a fellebbviteli bíróság használja a palotát. A karbantartás hiánya miatt az épület állapota leromlott.

## Leírása
Nagyméretű palota alagsorral, földszinttel és két emelettel. Eklektikus díszítésű, szimmetrikus, kupolás homlokzata a város egyik meghatározó épületévé teszi. Az előtte levő parkban kereszt áll az 1989-es forradalom áldozatainak emlékére.
Az egykori börtön főbejárata a Fekete utcára nyílik, jelenleg a Brassó Megyei Történeti Múzeum adminisztratív székhelye. Háromszintes, klasszicista épület.

## Képek

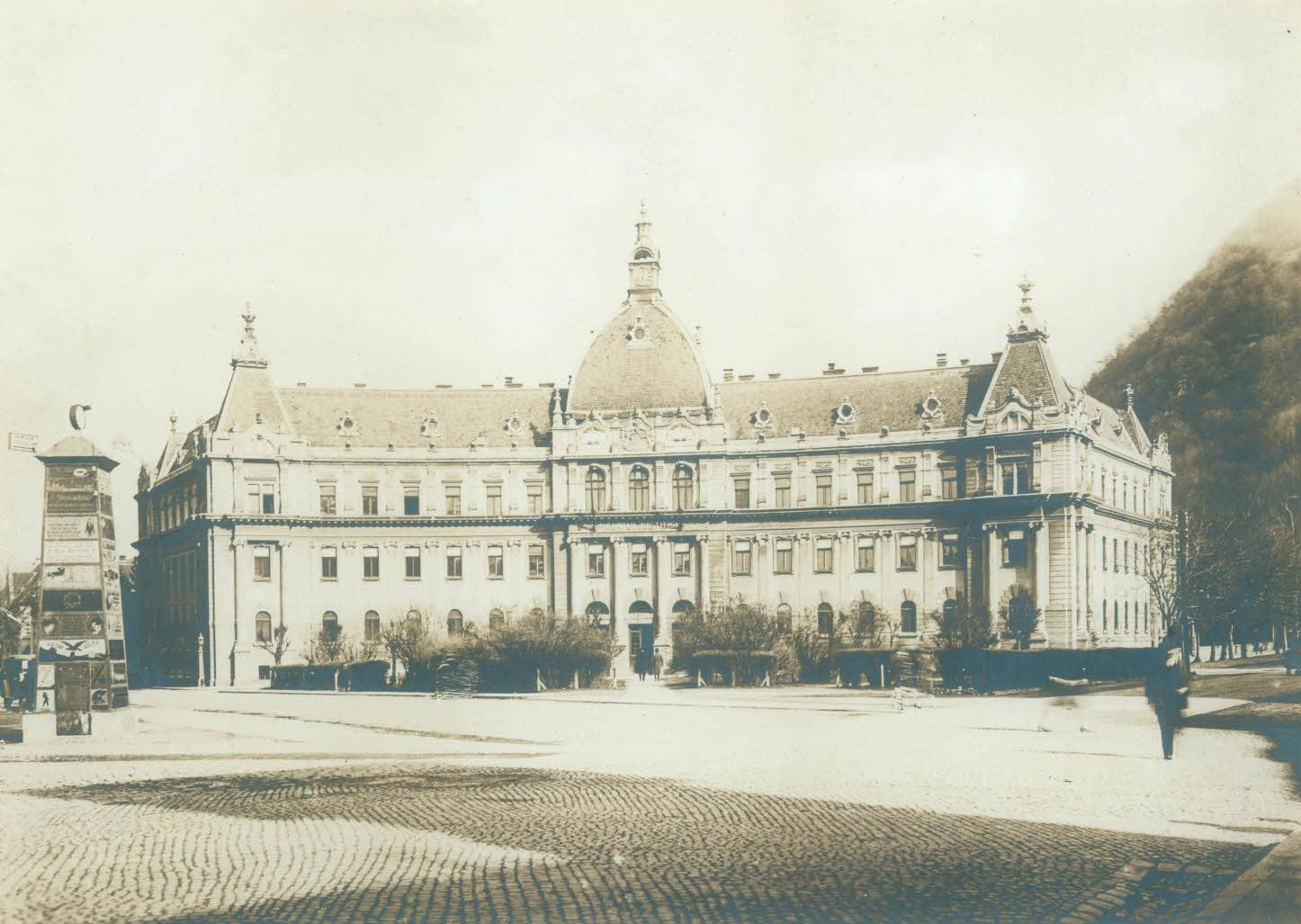
Az 1920-as években
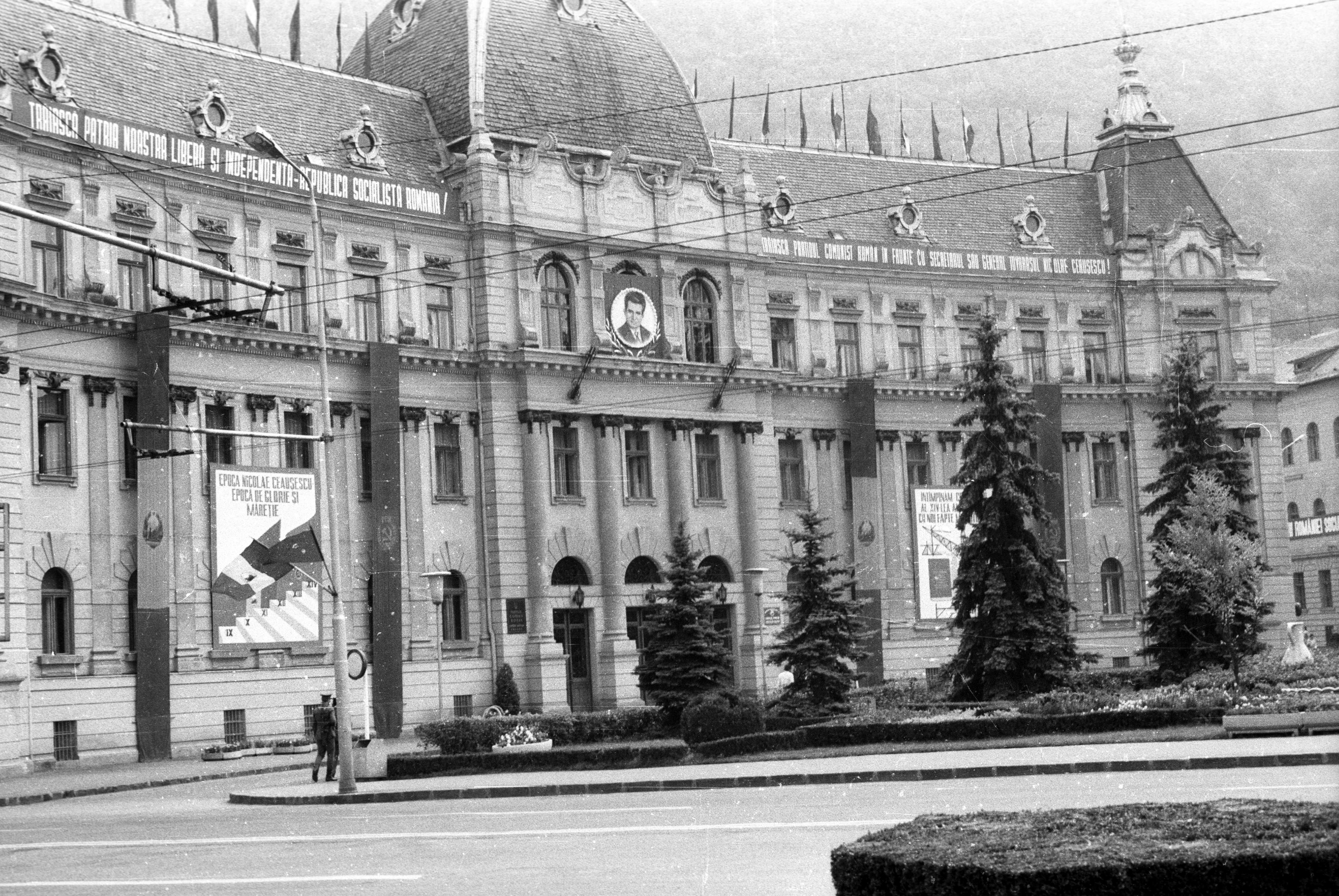
Kommunista pártszékházként, 1989-ben
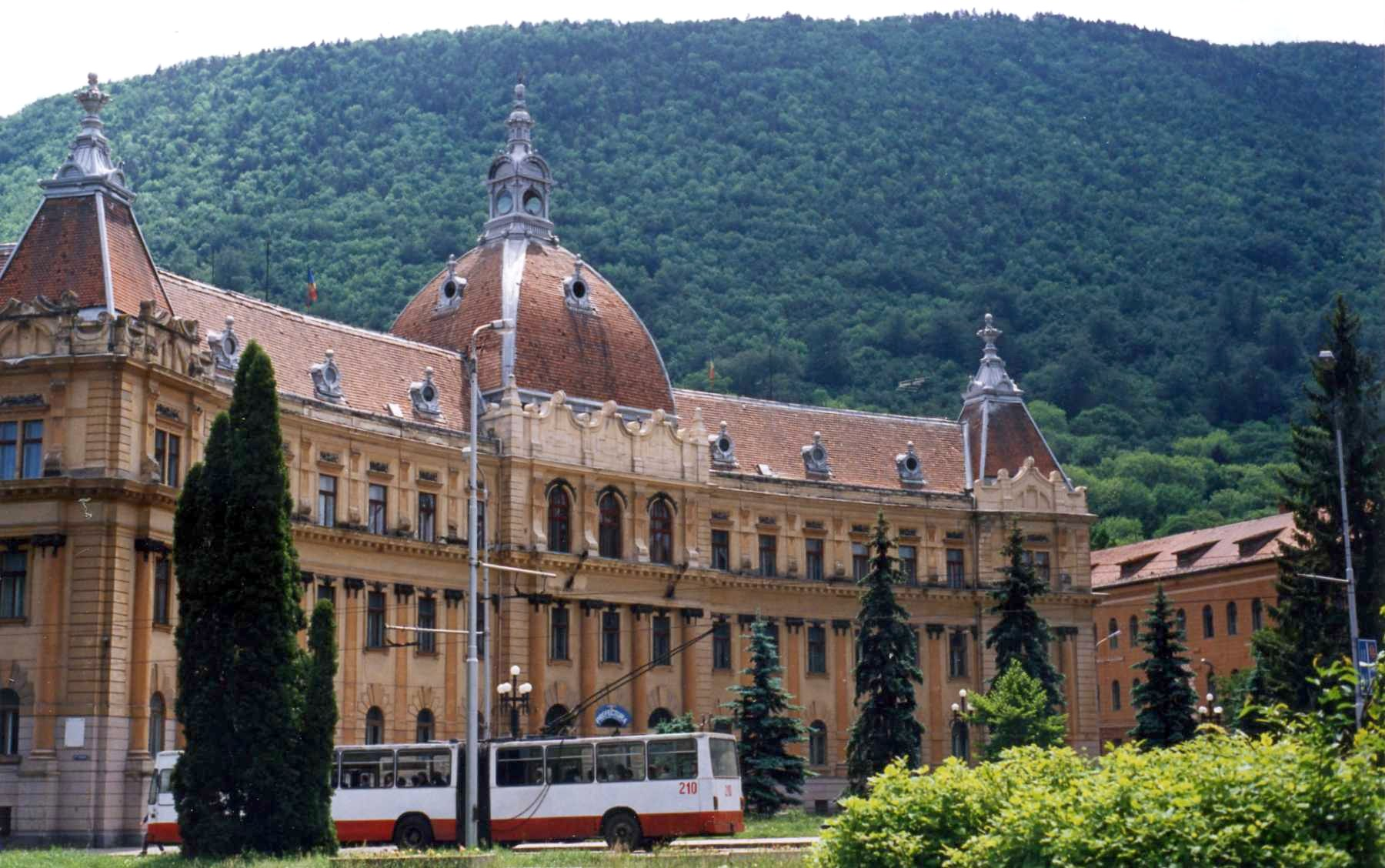
1994-ben
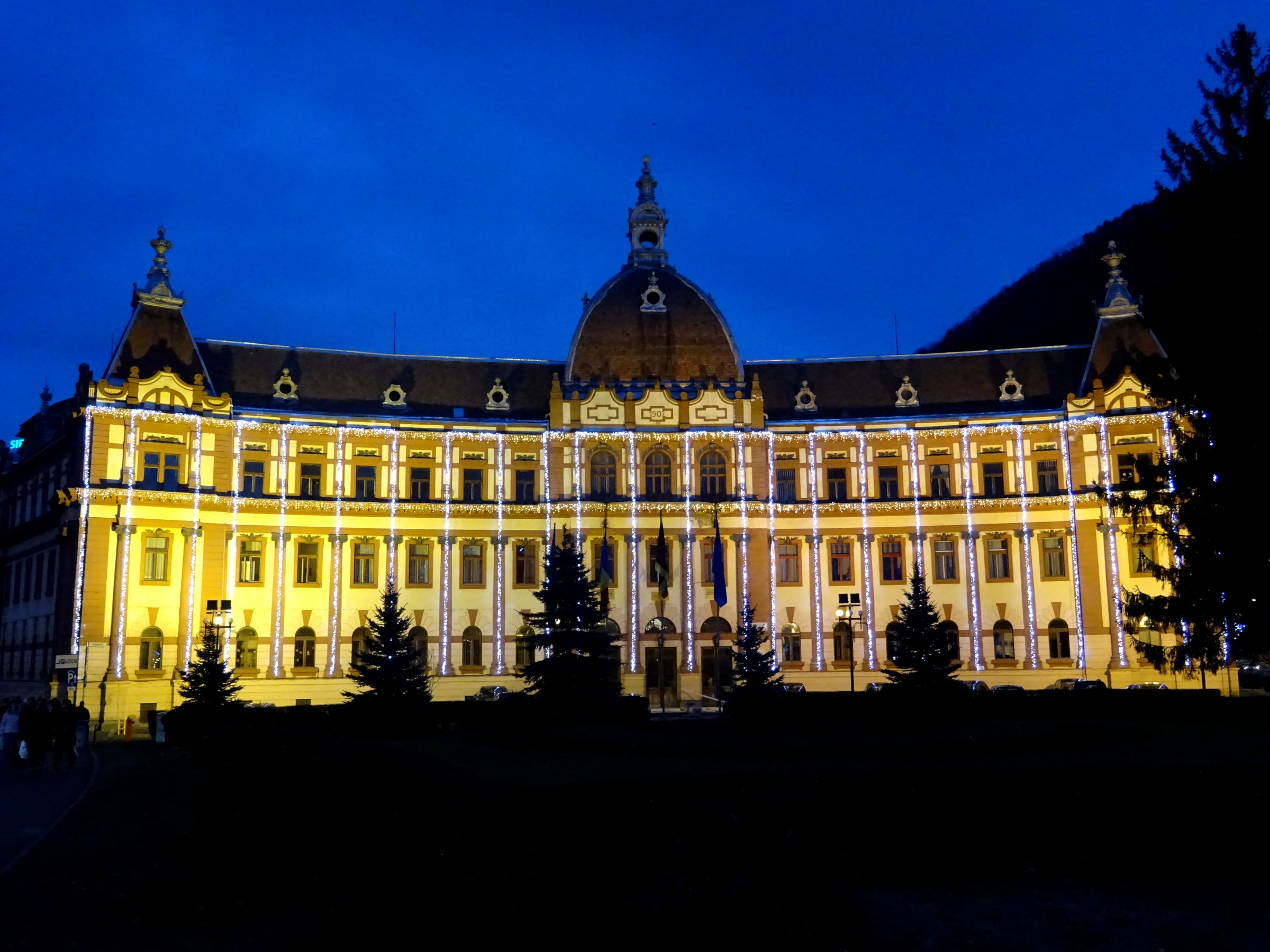
Karácsonyi kivilágításban
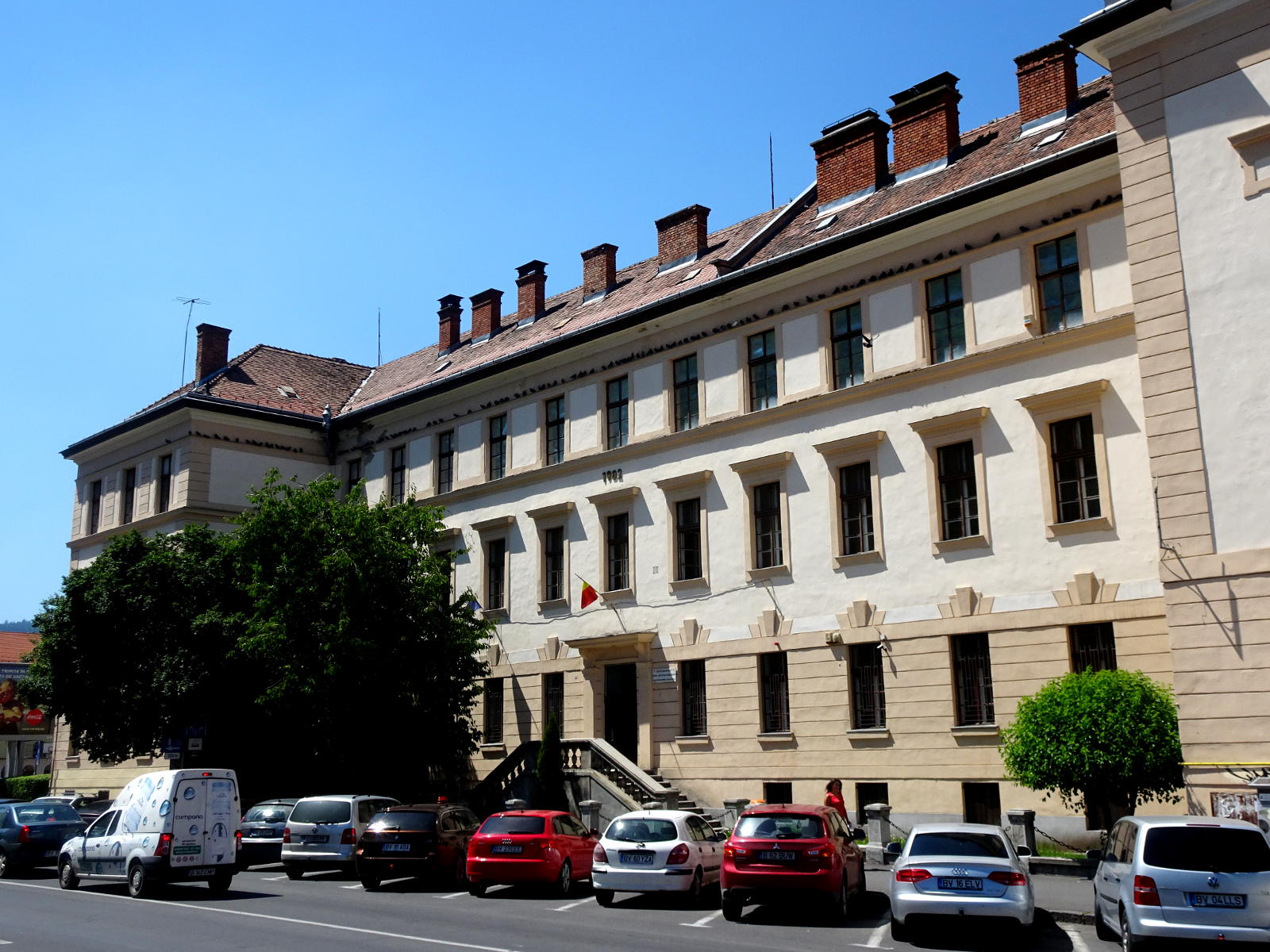
Az egykori börtön épülete